# Berlon
Berlon (en francès Berlou) és un poble occità del Llenguadoc situat a la part septentrional del departament de l'Erau a la regió Occitània.